# Star (Idaho)
Star é uma cidade localizada no estado americano de Idaho, no Condado de Ada.

## Demografia
Segundo o censo americano de 2000, a sua população era de 1795 habitantes.
Em 2006, foi estimada uma população de 3995, um aumento de 2200 (122.6%).

## Geografia
De acordo com o United States Census Bureau tem uma área de 2,2 km², dos quais 2,2 km² cobertos por terra e 0,0 km² cobertos por água.

## Localidades na vizinhança
O diagrama seguinte representa as localidades num raio de 20 km ao redor de Star.